# 投資利益率
投資利益率（とうしりえきりつ、英: return on investment, ROI）とは、投資額に対してどれだけ利益を生み出しているかを見る尺度である。通常は、次式で計算される。
投資利益率 ＝ 利益 ÷ 投資額
結果の数値は、パーセントで表すことが多い。
当該期の期首と期末とで総資本が異なる場合は、分母をそれらの平均値にした次式を用いることもある。
投資利益率 ＝ 当期純利益 ÷｛（期首総資本＋期末総資本）÷ 2 ｝